# Amédée de Béjarry
Ne doit pas être confondu avec Amédée-François-Paul de Béjarry.
Pour les autres membres de la famille, voir Famille de Béjarry.
Amédée-Paul-Armand de Béjarry est un homme politique français né le 30 juin 1840 à Saint-Vincent-Puymaufrais (Vendée) et mort dans la même ville le 1er octobre 1916.

## Biographie
Propriétaire terrien, il est sénateur monarchiste de la Vendée de 1886 à 1916. Il n'a qu'une activité parlementaire faible. 
Il est petit-fils du général vendéen Amédée-François-Paul de Béjarry, dont il a réuni les notes éparses et des témoignages pour éditer ses Souvenirs vendéens en 1884.

## Publications
- Souvenirs vendéens, Nantes-Paris, Grimaud et Gervais, 1884, in-8. 248.pp. Portrait photographique contrecollé. Ex-libris Kergolay. [De nombreuses lettres inédites, capitales pour les guerres de Vendée, sont reproduites. L'éditeur donne le martyrologe des habitants du massacre des Lucs-sur-Boulogne. Mis en ordre par le petit-fils d'Amédée de Bejarry.]

## Sources
- « Amédée de Béjarry », dans le Dictionnaire des parlementaires français (1889-1940), sous la direction de Jean Jolly, PUF, 1960 [détail de l’édition]